# Cnismatocentrum parvum
Cnismatocentrum parvum är en armfotingsart som beskrevs av Zezina 1970. Cnismatocentrum parvum ingår i släktet Cnismatocentrum och familjen Cnismatocentridae. Inga underarter finns listade i Catalogue of Life.